# Australska košarkaška reprezentacija
Australska košarkaška reprezentacija predstavlja državu Australiju u međunarodnoj košarci. 9. je na svijetu po plasmanu FIBA-e.

## Nastupi na velikim natjecanjima

### Olimpijske igre
- 1956.: 12. mjesto
- 1964.: 9. mjesto
- 1972.: 9. mjesto
- 1976.: 8. mjesto
- 1980.: 8. mjesto
- 1984.: 7. mjesto
- 1988.: 4. mjesto
- 1992.: 6. mjesto
- 1996.: 4. mjesto
- 2000.: 4. mjesto
- 2004.: 9. mjesto
- 2008.: 7. mjesto
- 2012.: 7. mjesto
- 2016.: 4. mjesto
- 2020.:  bronca

### Svjetska prvenstva
- 1970.: 12. mjesto
- 1974.: 12. mjesto
- 1978.: 7. mjesto
- 1982.: 5. mjesto
- 1986.: 17. mjesto
- 1990.: 7. mjesto
- 1994.: 5. mjesto
- 1998.: 9. mjesto
- 2006.: 13. mjesto
- 2010.: 10. mjesto
- 2014.: 12. mjesto
- 2019.: 4. mjesto

### Oceanijska prvenstva
- 1971.:  zlato
- 1975.:  zlato
- 1978.:  zlato
- 1979.:  zlato
- 1981.:  zlato
- 1983.:  zlato
- 1985.:  zlato
- 1987.:  zlato
- 1989.:  zlato
- 1991.:  zlato
- 1993.:  zlato
- 1995.:  zlato
- 1997.:  zlato
- 2001.:  srebro
- 2003.:  zlato
- 2005.:  zlato
- 2007.:  zlato
- 2009.:  srebro
- 2011.:  zlato
- 2013.:  zlato

## Trenutačna momčad
(sastav na SP 2010.)
| Ime i prezime    | Klub                   |
| ---------------- | ---------------------- |
| Damian Martin    | Perth Wildcats         |
| Patrick Mills    | Portland Trail Blazers |
| Adam Gibson      | Gold Coast Blaze       |
| Joe Ingles       | CB Granada             |
| Brad Newley      | Lietuvos Rytas         |
| Steven Marković  | Crvena zvezda          |
| David Barlow     | CAI Zaragoza           |
| Mark Worthington | Brose Baskets          |
| Aron Baynes      | EWE Baskets            |
| David Andersen   | Toronto Raptors        |
| Matt Nielsen     | Olympiakos             |
| Aleks Marić      | Panathinaikos          |
| Brett Brown      |                        |